# Saab 9-3
O 9-3 (ou 93, conforme proposto originalmente pela montadora) é um modelo médio da Saab Automobile que utiliza a mesma plataforma do Opel Vectra. É disponibilizado em versões sedan, sportcombi e conversível.

## Galeria
- Primeira geração (1998-2002)
- Segunda geração (2003-2014)